# Pat Mayer
Pour les articles homonymes, voir Mayer.
Pat Mayer (né le 24 juillet 1961 à Royal Oak, Michigan aux États-Unis) est un joueur américain de hockey sur glace.

## Carrière de joueur
Joueur robuste ayant fait ses preuves dans la NCAA, il devint professionnel en 1985. Il commença sa carrière avec les Goaldiggers de Toledo dans la Ligue internationale de hockey mais passa aux mains des Lumberjacks de Muskegon en cours de saison où il remportera la Coupe Turner à la fin de la saison.
En juillet 1987, il signa un contrat avec les Penguins de Pittsburgh avec lesquelles il jouera sa seule partie dans la Ligue nationale de hockey quelques mois plus tard. Il passa aux Kings de Los Angeles en 1989 mais n'y joua jamais, préférant se retirer au terme de la saison 1988-1989.

## Statistiques
Pour les significations des abréviations, voir Statistiques du hockey sur glace.
| Saison     | Équipe                                 | Ligue      |    | Saison régulière | Saison régulière | Saison régulière | Saison régulière | Saison régulière |   | Séries éliminatoires | Séries éliminatoires | Séries éliminatoires | Séries éliminatoires | Séries éliminatoires |
| Saison     | Équipe                                 | Ligue      | PJ | B                | A                | Pts              | Pun              | PJ               | B | A                    | Pts                  | Pun                  |                      |                      |
| 1982-1983  | United States International University | NCAA       | 30 | 3                | 6                | 9                | 68               | -                | - | -                    | -                    | -                    |                      |                      |
| 1983-1984  | United States International University | NCAA       | 35 | 1                | 15               | 16               | 89               | -                | - | -                    | -                    | -                    |                      |                      |
| 1984-1985  | United States International University | NCAA       | 28 | 3                | 14               | 17               | 94               | -                | - | -                    | -                    | -                    |                      |                      |
| 1985-1986  | Goaldiggers de Toledo                  | LIH        | 61 | 1                | 13               | 14               | 216              | -                | - | -                    | -                    | -                    |                      |                      |
| 1985-1986  | Lumberjacks de Muskegon                | LIH        | 13 | 1                | 2                | 3                | 17               | 13               | 0 | 2                    | 2                    | 37                   |                      |                      |
| 1986-1987  | Lumberjacks de Muskegon                | LIH        | 71 | 4                | 14               | 18               | 387              | 13               | 1 | 0                    | 1                    | 53                   |                      |                      |
| 1987-1988  | Lumberjacks de Muskegon                | LIH        | 73 | 3                | 10               | 13               | 450              | 5                | 0 | 0                    | 0                    | 47                   |                      |                      |
| 1987-1988  | Penguins de Pittsburgh                 | LNH        | 1  | 0                | 0                | 0                | 4                | -                | - | -                    | -                    | -                    |                      |                      |
| 1988-1989  | Lumberjacks de Muskegon                | LIH        | 56 | 0                | 13               | 13               | 314              | -                | - | -                    | -                    | -                    |                      |                      |
| 1988-1989  | Nighthawks de New Haven                | LAH        | 6  | 0                | 0                | 0                | 35               | -                | - | -                    | -                    | -                    |                      |                      |
| Totaux LNH | Totaux LNH                             | Totaux LNH | 1  | 0                | 0                | 0                | 4                | -                | - | -                    | -                    | -                    |                      |                      |

## Trophées et honneurs personnels
- 1986 : remporte la Coupe Turner avec les Lumberjacks de Muskegon de la Ligue internationale de hockey

## Transactions
- 10 juillet 1987 : signe un contrat comme agent libre avec les Penguins de Pittsburgh.
- 7 mars 1989 : échangé aux Kings de Los Angeles par les Penguins de Pittsburgh en retour de Tim Tookey.